# L-8

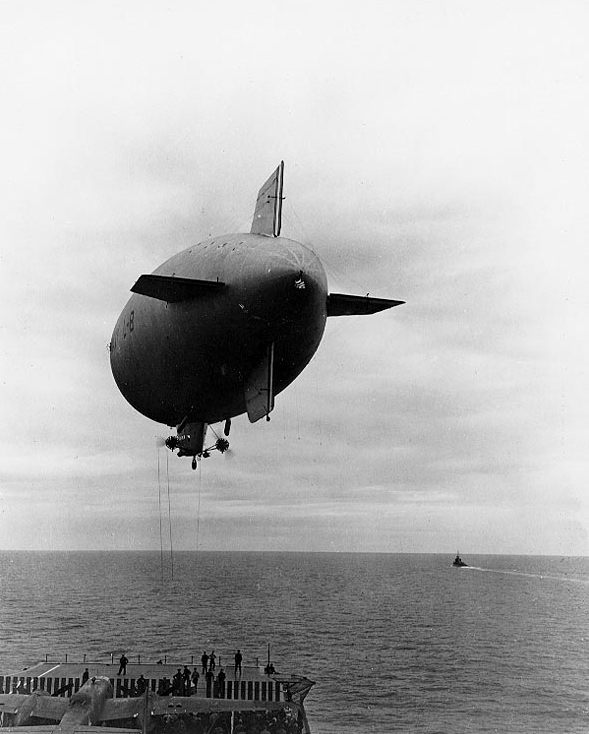
L-8 beim Abliefern der Ersatzteile für den Doolittle Raid auf der USS Hornet

L-8 war ein Prallluftschiff der L-Klasse der US-Marine während des Zweiten Weltkriegs. Bekannt wurde es am 16. August 1942, als es als Geisterschiff ohne Besatzung in Kalifornien landete.

## Historie
L-8 war ein von Goodyear für den zivilen Einsatz, vor allem für Werberundflüge, gebautes Prallluftschiff (Blimp genannt), das zu Kriegsbeginn an die US-Marine abgegeben wurde. In der L-Klasse waren mehrere dieser Goodyear-Schiffe zusammengefasst, und es kamen auch noch weitere Neubauten für die US-Marine hinzu, insgesamt 22 Blimps. Der Nutzen der Luftschiffe war für die Marine vergleichsweise klein. Sie besaßen nur eine geringe Reichweite und Nutzlast. Sie wurden zu Beginn des Krieges zu Aufklärungs- und Sucheinsätzen entlang der US-Küste eingesetzt, bis ausreichend K-Klasse-Blimps zur Verfügung standen. Ihre Hauptaufgabe war die Schulung von Luftschiffern.
Während sich für die meisten der zu Kriegsbeginn von Goodyear an die Marine abgegebenen Zivilluftschiffe die Namen, es handelte sich um die Resolute, Ranger, Rainbow, Enterprise und Reliance, eindeutig zur Marinekennung (L-Nummer) zuordnen lassen, gibt es bei L-8 unterschiedliche Angaben in den Quellen. Während das Tagebuch der US-Marineeinheit Blimp Squadron 32 (ZP-32) am 5. März 1942, dem Tag der Indienststellung von L-8, die Rainbow als L-8 ausweist, nennen andere Quellen die Ranger. Goodyear hatte bereits 1940 ein Luftschiff namens Ranger (NC-10A) an die US-Marine verkauft, das die Kennung L-2 erhielt und für sich danach einen Ersatz mit der Hüllennummer D-166 gefertigt. Dieser ging nun zum Kriegsbeginn als L-8 ebenfalls an die Marine.
Der Tagebucheintrag vom 8. März der erst etwa zwei Monate zuvor aufgestellten Einheit weist auch aus, dass das Luftschiff bis dahin nicht zusammengebaut worden war und direkt von den Goodyear-Werkstätten in Akron, Ohio zum Marinefliegerstützpunkt (Naval Air Station) Moffett Field in Kalifornien geliefert wurde.

### Erste Einsätze
Am 8. März 1942 erfolgte ein erster Einsatz des Luftschiffs vom ersten Außenposten, den die Einheit auf dem Marinestützpunkt Treasure Island in der Bucht von San Francisco einrichtete.
Am 11. April 1942 wurde L-8 beauftragt, etwa 140 kg (300 lbs) Flugzeugteile an Bord des Flugzeugträgers Hornet abzusetzen, der in San Francisco ausgelaufen war. Die Teile waren für die B-25-Bomber bestimmt, die den Doolittle Raid, einen trägergestützten Bomberangriff auf Tokio, durchführen sollten. Die Fracht wurde mit einem Seil auf dem Deck des mit Flugzeugen vollgestellten Flugzeugträgers abgesetzt, während das Luftschiff darüber schwebte. Die Aktion am Flugzeugträger ist auch fotografisch belegt.
Am 17. Juni begann L-8 mit Operationen vom Außenposten San Pedro bei Los Angeles aus.

### L-8 als Geisterschiff
Am 16. August 1942 ereignete sich ein in der Luftfahrt einmaliger Vorfall. Das Luftschiff landete als Geisterschiff mit schlaffer Hülle, die Motorenschalter auf „ein“, mit intakter Kabine, aber ohne Besatzung auf einer Straße in Daly City, Kalifornien. Der Verbleib der zweiköpfigen Besatzung, die eine Patrouille vor San Francisco durchführen sollte, wurde nie aufgeklärt.
Das Luftschiff war am Morgen um 06:03 Uhr vom Stützpunkt auf Treasure Island gestartet, um in der Nähe der Farallon-Inseln und von Point Reyes nach feindlichen U-Booten Ausschau zu halten und später die Mission auf dem Hauptstützpunkt Moffett Field zu beenden. Die Besatzung bildeten der 27-jährige Pilot Lieutenant Ernest DeWitt Cody, der schon die Mission zur USS Hornet durchgeführt hatte, und der Kopilot Ensign Charles Adams, 38 Jahre. Dem Mechaniker J. Riley Hill, der eigentlich der Mission zugeteilt war, wurde freigegeben, da der Morgentau das Luftschiff beim Start sehr schwer machte und so Gewicht eingespart werden konnte.
Der letzte Funkspruch wurde um 07:42 Uhr empfangen, als Cody meldete, dass sie 5 Meilen östlich der Farallon Islands oder etwa 25 Meilen westlich von San Francisco einen Ölfilm – zu dieser Zeit ein mögliches Anzeichen für Aktivitäten feindlicher japanischer U-Boote – auf dem Wasser entdeckt hätten und diesen weiter untersuchen wollten. Die Nachricht endete mit „stand by.“ Als keine weitere Nachricht kam, versuchte Moffett Field das Luftschiff anzufunken, bekam jedoch keine Antwort. Daraufhin wurden zwei Kingfisher-Wasserflugzeuge ausgesandt, um nach L-8 zu suchen. Sie blieben jedoch über einer Wolkendecke, die bei etwa 150 m (500 ft) Höhe lag. In der Zwischenzeit wurde von verschiedenen Schiffen beobachtet, wie aus geringer Höhe Rauchkörper (Mark 4 float lights) vom Luftschiff abgeworfen wurden. Ein Schiff vergrößerte sogar seine Distanz, da seine Besatzung fürchtete, L-8 würde seine Wasserbomben einsetzen. L-8 stieg dann jedoch auf und fuhr in die Bewölkung. Die letzte dieser Beobachtungen, bei der das Schiff erkennbar unter der Kontrolle der Piloten war, wurde etwa zwischen 09:00 und 09:45 Uhr gemacht.
Die nächste Sichtung erfolgte 10:20 Uhr von einem Pan-Am-Clipper. Die Flugzeuge und Schiffe in der Gegend waren aufgefordert worden, nach L-8 Ausschau zu halten. Zehn Minuten später entdeckte eines der Kingfisher-Flugzeuge L-8, wie sie bei etwa 600 m (2000 ft) aus den Wolken aufstieg, weit über der normalen Flughöhe von etwa 300 m (1000 ft). L-8 driftete und war nicht unter Kontrolle der Mannschaft. Wenig später sank das Luftschiff wieder in die Wolken und verschwand damit wieder.
Etwa 11:15 Uhr sahen Badegäste in der Nähe des olympischen Golfplatzes, wie das Luftschiff Richtung Ufer driftete. Kurz darauf setzte L-8 am Ocean Beach in der Nähe von Fort Funston an einem Abhang auf. Zwei Badegäste versuchten die Halteleinen zu greifen, jedoch löste sich eine der beiden Mark-17-Wasserbomben aus ihrer Halterung und das Luftschiff stieg wieder auf.
Als das Luftschiff weiter driftete, streifte es mit seinen Halteleinen Telefon- und Stromleitungen. Die Fahrt des Luftschiffs endete wenig später fast unbeschädigt mit einer „perfekten Landung auf dem Fahrwerksrad“ mitten auf der Bellevue Avenue in Daly City. Schaulustige und Feuerwehrleute hatten die Szene beobachtet und waren schnell zur Stelle. Auch Fotos dokumentieren die Landung. Nachdem festgestellt wurde, dass niemand in der Gondel war, schnitt die Feuerwehr die Hülle auf, um darin nach der Besatzung zu suchen. In einem Newsletter der Marine-Luftschiff-Vereinigung wurde dieses Vorgehen mit folgenden Worten getadelt: Leider wurde sie [Anm.: L-8] schnell von einer Gruppe von lokalen Feuerwehrleuten attackiert, die, offensichtlich nicht vertraut mit den Prinzipien eines unstarren Luftschiffs, ihre Hülle mit Äxten aufschlitzten, um die „Männer da oben drin“ zu erreichen.
Kurze Zeit später waren auch Angehörige der US-Marine vor Ort. Bei den weiteren Untersuchungen wurde sehr schnell klar, dass die Mannschaft schon beim ersten Aufsetzen nicht mehr an Bord war. Sie wurde daher mit ihren „nicht ewig über Wasser haltenden“ Rettungswesten im Ozean oder möglicherweise auf einem Schiff ohne Funk vermutet. Die Rettungswesten wurden bei Fahrten über dem Ozean standardmäßig von der Besatzung getragen.
Das Luftschiff selbst war unversehrt. Die Tanks waren gut gefüllt. Das Funkgerät war in einwandfreiem Zustand. Das Rettungsfloß, die Waffen der Besatzung, geheime Unterlagen, die im Notfall zu vernichten waren, fanden sich an ihrem Platz in der Kabine, nur die Tür stand offen. Es wurden auch keine Anzeichen gefunden, dass die Kabine ins Wasser eingetaucht wäre. Die Zündung der Motoren war eingeschaltet und die Gashebel standen auf „voll“ und „halb“. Das Erschlaffen und Einknicken der Hülle lässt sich damit erklären, dass L-8, wie von den Kingfisher-Flugbooten beobachtet, über seine Prallhöhe gestiegen war, was dann zum Abblasen von Helium über die Sicherheitsventile geführt hatte. Außerdem wurden die Ballonetts nicht mehr mit Motorenkraft prall gehalten.
Das Luftschiff wurde, nachdem Hülle und Leitwerk abmontiert waren, mit LKW zum Moffett Field gebracht.
Neben einer sofort eingeleiteten intensiven Suche nach den Piloten folgten auch umfangreiche Untersuchungen und Befragungen der Zeugen. Selbst bei einem Motorausfall wären die beiden erfahrenen Luftschiffer in der Lage gewesen, Ballast oder die Wasserbomben abzuwerfen und sich wie ein Ballon zum Festland zurücktreiben zu lassen. Über die Gründe, die zum Verlassen der Kabine durch die beiden Piloten führten, konnte nur spekuliert werden.
Letztendlich ließ sich das Verschwinden der Besatzung nicht aufklären.

### Weiterer Dienst bei der US-Marine
Das Luftschiff wurde repariert und mit einer Ersatzhülle ausgestattet. Es unternahm am 31. August eine Testfahrt und wurde am 5. September wieder eingesetzt. Weitere Einsätze erfolgen für ZP-32 vom Außenposten Watsonville aus.
Nach 360 Fahrten mit 1607,2 Betriebsstunden wurde L-8 am 11. November 1942 von der Blimp Squadron 32 außer Betrieb gestellt und zum Marinefliegerstützpunkt Moffett Field überführt.
L-8 wurde dort erneut mit einer neuen Hülle ausgerüstet (Hülle D-219), was im Juli 1943 abgeschlossen war. Danach stand L-8 für weitere neun Monate im Dienst der US-Marine, bevor sie am 25. März 1944 demontiert wurde.

### Einsatz als Goodyear-Blimp nach 1945
Nach dem Krieg wurde das Schiff an Goodyear zurückgegeben. Die Firma hatte die beschlagnahmten Blimps zurückgefordert und weitere L-Klasse-Luftschiffe von der Marine zurückgekauft. Sie alle waren auf dem Moffett Field stationiert, und L-8 besaß mittlerweile eine neue Hülle. L-8 wurde jedoch nicht sofort wieder flugtüchtig gemacht, sondern die Gondel wurde für über 20 Jahre in der Wingfoot-Lake-Basis von Goodyear eingelagert. Die Hülle D-219 wurde verwendet, um die Mayflower IV zu komplettieren, sie wurde am 24. Mai 1948 fertiggestellt.
1966 wurde die L-8-Gondel zu Goodyear Aerospace nach Akron gebracht und für den Goodyear-Blimp GZ-20 angepasst. Dieses Luftschiff erhielt die Hülle D-640 mit einem Volumen von 5740 m³ (202.700 cft) im Wingfoot-Lake-Hangar und wurde zum Goodyear-Blimp America (N10A). Dieses Luftschiff fuhr vom April 1969 bis Ende 1973. Danach wurde eine neue GZ-20A-Hülle (D-643) angebaut und der Flugbetrieb bis Mitte 1982 fortgeführt. Anschließend wurde die America (N10A) demontiert und durch eine neue America (N3A) ersetzt. Die zwischenzeitlich wieder eingelagerte Gondel mit der Seriennummer C-64 wurde schließlich dem National Museum of Naval Aviation in Florida gespendet, wo sie seit 2007 in der Konfiguration von L-8 zur Weltkriegszeit ausgestellt ist.

## Technische Daten
- Volumen: 3483 m³ (123.000 cft)[8][3]
- Länge: 44,3 m (145,5 ft)[8]
- Durchmesser: 12,1 m (39,8 ft)[8]
- Höhe über alles: 16,5 m (54 ft)[8]
- Breite über alles: 13,9 m (45,5 ft)[8]
- Statisch nutzbarer Auftrieb: 924 kg (2036 lbs)[8]
- dynamischer Auftrieb; 227 kg (500 lbs)[8]
- Gesamtauftrieb: 1150 kg (2536 lbs)[8]
- Höchstgeschwindigkeit: 53 kn[8]
- Reisegeschwindigkeit: 40 kn[8]
- Flugdauer bei 40 kn: 11,9 h[8]
- Besatzung: 2–4 Personen[8]
- Motoren: zwei luftgekühlte 7-Zylinder-Sternmotoren vom Typ Warner Aircraft Corporation Super Scarab mit je 106 kW (145 PS)[8] und je einem Zweiblattpropeller
- Bewaffnung: zwei Mark-17-Wasserbomben, ein Browning .30 caliber-Maschinengewehr und eine Pistole[9]